# لم ۳۸۳۶

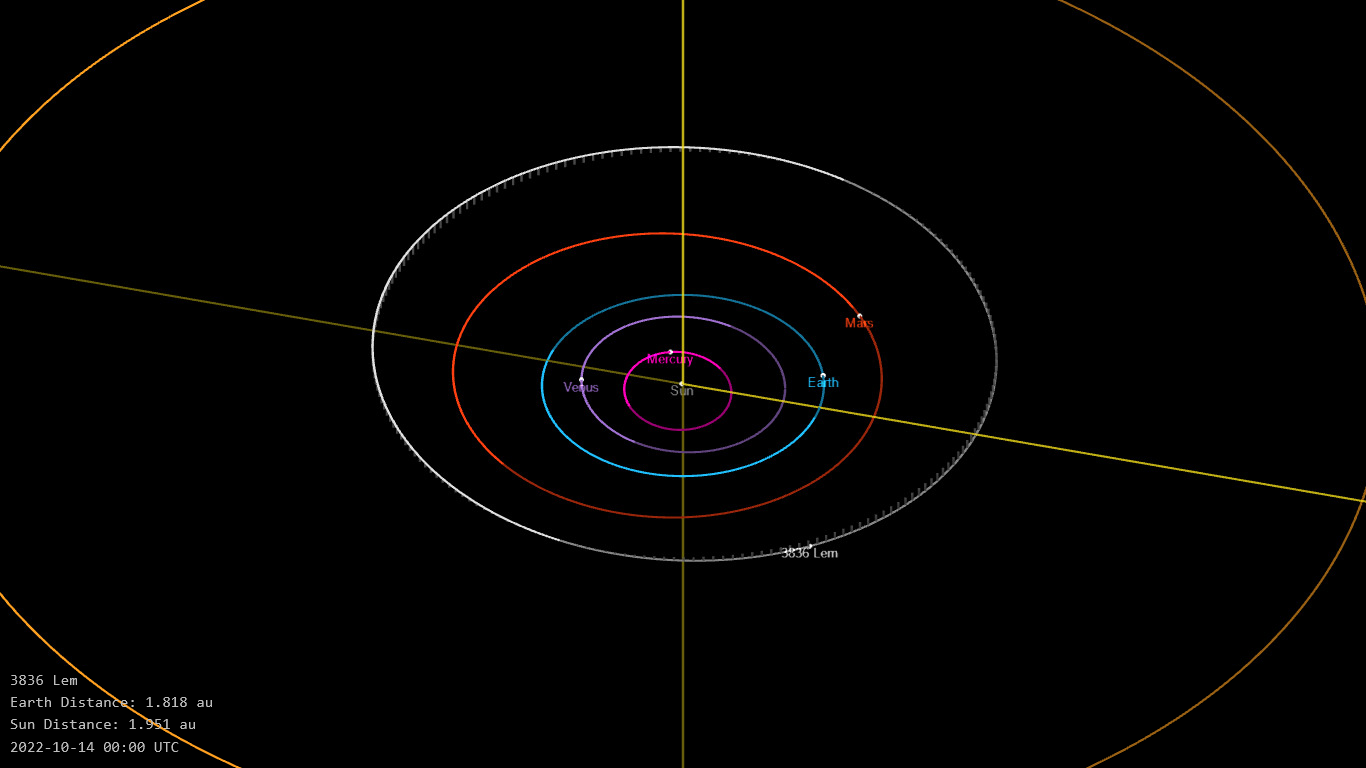
نگاره‌ای از محل سیارک لم ۳۸۳۶ در مدار. - ۲۰۲۲

سیارک ۳۸۳۶ (به انگلیسی: 3836 Lem، نامگذاری:1979SR9) سه هزار و هشتصد و سی و ششمین سیارک کشف شده‌است که در ۲۲ سپتامبر ۱۹۷۹ کشف شد.
قدر مطلق سیارک برابر ۱۳٫۷۰ است.